# 17e méridien est

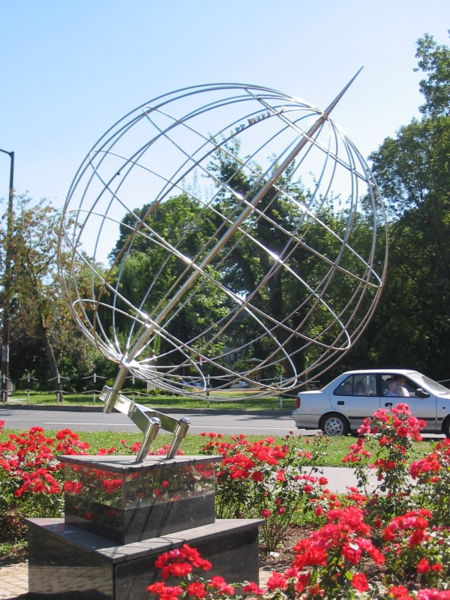
Le monumente de la 17e 0longitude est, érigé par l'Assocciation d'Urbanisme sur la Nagykanizsa, Hongrie

En géographie, le 17e méridien est est le méridien joignant les points de la surface de la Terre dont la longitude est égale à 17° est.

## Géographie

### Dimensions
Comme tous les autres méridiens, la longueur du 17e méridien correspond à une demi-circonférence terrestre, soit 20 003,932 km. Au niveau de l'équateur, il est distant du méridien de Greenwich de 1 892 km,.
Avec le 163e méridien ouest, il forme un grand cercle passant par les pôles géographiques terrestres.

### Régions traversées
En commençant par le pôle Nord et descendant vers le sud au pôle Sud, Le 17e méridien est passe par:
| Coordonnées          | Pays, territoire ou mer          | Notes                                                             |
| -------------------- | -------------------------------- | ----------------------------------------------------------------- |
| 90° 00′ N, 17° 00′ E | Océan Arctique                   |                                                                   |
| 79° 57′ N, 17° 00′ E | Norvège                          | Îles du Spitzberg, Svalbard                                       |
| 76° 36′ N, 17° 00′ E | Océan Atlantique                 | Mer de Norvège                                                    |
| 69° 24′ N, 17° 00′ E | Norvège                          | Îles de Senja et Rolla, et le continent                           |
| 67° 59′ N, 17° 00′ E | Suède                            |                                                                   |
| 58° 37′ N, 17° 00′ E | Baltic Sea                       |                                                                   |
| 57° 19′ N, 17° 00′ E | Suède                            | Île de Öland                                                      |
| 57° 06′ N, 17° 00′ E | Baltic Sea                       |                                                                   |
| 54° 38′ N, 17° 00′ E | Pologne                          | Passe par Wrocław                                                 |
| 50° 25′ N, 17° 00′ E | Tchéquie                         | Sur environ 14km                                                  |
| 50° 18′ N, 17° 00′ E | Pologne                          | Sur environ 9km                                                   |
| 50° 13′ N, 17° 00′ E | Tchéquie                         |                                                                   |
| 48° 39′ N, 17° 00′ E | Slovaquie                        | Passe juste à l'ouest de Bratislava                               |
| 48° 10′ N, 17° 00′ E | Autriche                         |                                                                   |
| 47° 42′ N, 17° 00′ E | Hongrie                          | Passe par le centre de Nagykanizsa.                               |
| 46° 13′ N, 17° 00′ E | Croatie                          |                                                                   |
| 45° 13′ N, 17° 00′ E | Bosnie-Herzégovine               |                                                                   |
| 43° 35′ N, 17° 00′ E | Croatie                          | Dalmatie, et les îles de Hvar et Korčula                          |
| 42° 55′ N, 17° 00′ E | Mer Méditerranée                 | Mer Adriatique - Passe juste à l'est de l'île de Lastovo, Croatie |
| 41° 05′ N, 17° 00′ E | Italie                           |                                                                   |
| 40° 30′ N, 17° 00′ E | Mer Méditerranée                 | Golfe de Tarente                                                  |
| 39° 29′ N, 17° 00′ E | Italie                           |                                                                   |
| 38° 56′ N, 17° 00′ E | Mer méditerranée                 |                                                                   |
| 31° 10′ N, 17° 00′ E | Libye                            |                                                                   |
| 22° 59′ N, 17° 00′ E | Tchad                            |                                                                   |
| 7° 38′ N, 17° 00′ E  | République centrafricaine        |                                                                   |
| 3° 33′ N, 17° 00′ E  | République du Congo              |                                                                   |
| 1° 08′ S, 17° 00′ E  | République démocratique du Congo |                                                                   |
| 7° 15′ S, 17° 00′ E  | Angola                           |                                                                   |
| 17° 23′ S, 17° 00′ E | Namibie                          | Passe juste à l'ouest de Windhoek                                 |
| 28° 04′ S, 17° 00′ E | Afrique du Sud                   | Cap-Nord                                                          |
| 29° 34′ S, 17° 00′ E | Océan Atlantique                 |                                                                   |
| 60° 00′ S, 17° 00′ E | Océan Austral                    |                                                                   |
| 69° 40′ S, 17° 00′ E | Antarctique                      | Terre de la Reine-Maud, revendiquée par la Norvège                |